# 에이스토리
에이스토리(A Story)는 대한민국의 텔레비전 프로그램 제작사인데 해당 회사(에이스토리) 이상백 대표이사가 과거 국민일보 비서실 기자 - 스포츠투데이 신문 창간위원 - NTV 편성기획 국장 등을 역임했으며 NTV 근무 당시 김수현 작가 등과 함께 제작을 준비했고 이 과정에서 이상백 대표가 드라마 시장에 눈을 뜨기도 했다.
2016년 시그널,2018년 백일의 낭군님, 우리가 만난 기적, 2019년 드라마 《킹덤》을 제작하기도 했다.

## 에이스토리 드라마 제작 작품

### KBS
- KBS 수목드라마 《신데렐라 언니》, 《바람피면 죽는다》
- KBS 주말연속극 《최고다 이순신》, 《아이가 다섯》
- KBS 월화드라마 《우리가 만난 기적》

### MBC
- MBC 수목드라마 《종합병원 2》, 《메디컬 탑팀》, 《하자있는 인간들》
- MBC 월화드라마 《마의》
- 금토드라마《빅 마우스》

### 타방송사
- SBS 드라마 《하이에나》
- tvN 월화드라마 《후아유》, 《백일의 낭군님》
- tvN 금토드라마 《시그널》
- tvN 토일드라마 《지리산》
- 넷플릭스 넷플릭스 오리지날 드라마 《첫사랑은 처음이라서 시즌1, 2》
- 《킹덤 시즌1》
- 《킹덤 시즌2》,《이상한 변호사 우영우》

## 제작진

### PD
- 유인식
- 이길복
- 신경수
- 박준우
- 김진우
- 박유영
- 이광영
- 박수진

### 작가
- 장영철
- 정경순
- 박재범
- 문지원
- 김지완
- 원유정
- 이은미
- 오수진
- 김제영
- 이성민